# 1893
1893 (MDCCCXCIII) je bilo navadno leto, ki se je po gregorijanskem koledarju začelo na nedeljo, po 12 dni počasnejšem julijanskem koledarju pa na petek.

## Rojstva
- 5. januar - Paramahansa Yogananda, indijski guru in popularizator meditacijskih tehnik joge († 1952)
- 12. januar - Alfred Rosenberg, nemški nacistični uradnik in rasistični ideolog († 1946)
- 3. februar - Gaston Maurice Julia, francoski matematik († 1978)
- 5. februar - Roman Ingarden, poljski filozof († 1970)
- 12. februar - Omar Nelson Bradley, ameriški general († 1981)
- 24. marec - Walter Baade, nemško-ameriški astronom († 1960)
- 27. marec - Karl Mannheim, madžarski sociolog († 1947)
- 18. april - Johann Mickl, nemški general slovenskega porekla († 1945)
- 27. april - knez Pavel Karađorđević, regent Kraljevine Jugoslavije († 1976)
- 17. maj - Ivan Albreht, slovenski pesnik, pisatelj († 1955)
- 5. julij - Floriš Kühar slovenskega rodu madžarski verski zgodovinar († 1943)
- 15. avgust - Leslie John Comrie, novozelandski astronom, računalnikar († 1950)
- 23. avgust - Georgij Vasiljevič Florovski, ruski teolog († 1979)
- 22. september - Aleksej Fjodorovič Losev, ruski filozof († 1988)
- 22. oktober - Ernst Julius Öpik, estonski astronom († 1985)
- 1. november - John Anderson, škotsko-avstralski filozof († 1962)
- 26. december - Mao Cetung, kitajski voditelj († 1976)

## Smrti
- 7. januar - Jožef Stefan, slovenski fizik, matematik, pesnik (* 1835)
- 5. marec - Hippolyte Taine, francoski filozof, zgodovinar, kritik (* 1828)
- 6. november - Peter Iljič Čajkovski, ruski skladatelj (* 1840)